# 都鐸王冠 (紋章)

都鐸王冠的當代描繪

都鐸王冠（英語：Tudor Crown），也被稱為帝國王冠（Imperial Crown），是英國紋章中常見的象徵。從1902年到1953年及自2022年重新使用以來，它象徵著英國君主本人和王權，即政府權力的最高來源。因此，它出現在英國、大英帝國及英聯邦的許多官方徽章上。